# 香港花式跳繩會
香港花式跳繩會（英文：Hong Kong Rope Skipping Club，簡稱HKRSC）成立於2009年。與過百間中小學、幼稚園合作舉辦跳繩課程。透過推廣活動、訓練班、教練課程、工作坊、講座、研討會及延續教育課程等，致力提供優質跳繩運動培訓，並將跳繩運動進一步普及化。 

## 外部連結
- 香港花式跳繩會 官方網頁 （页面存档备份，存于）